# Barranc dels Escallissos
El Barranc dels Escallissos és un corrent fluvial de la Noguera, que neix al Montsec de Rúbies i desemboca al barranc de la Salada.